# Луеш

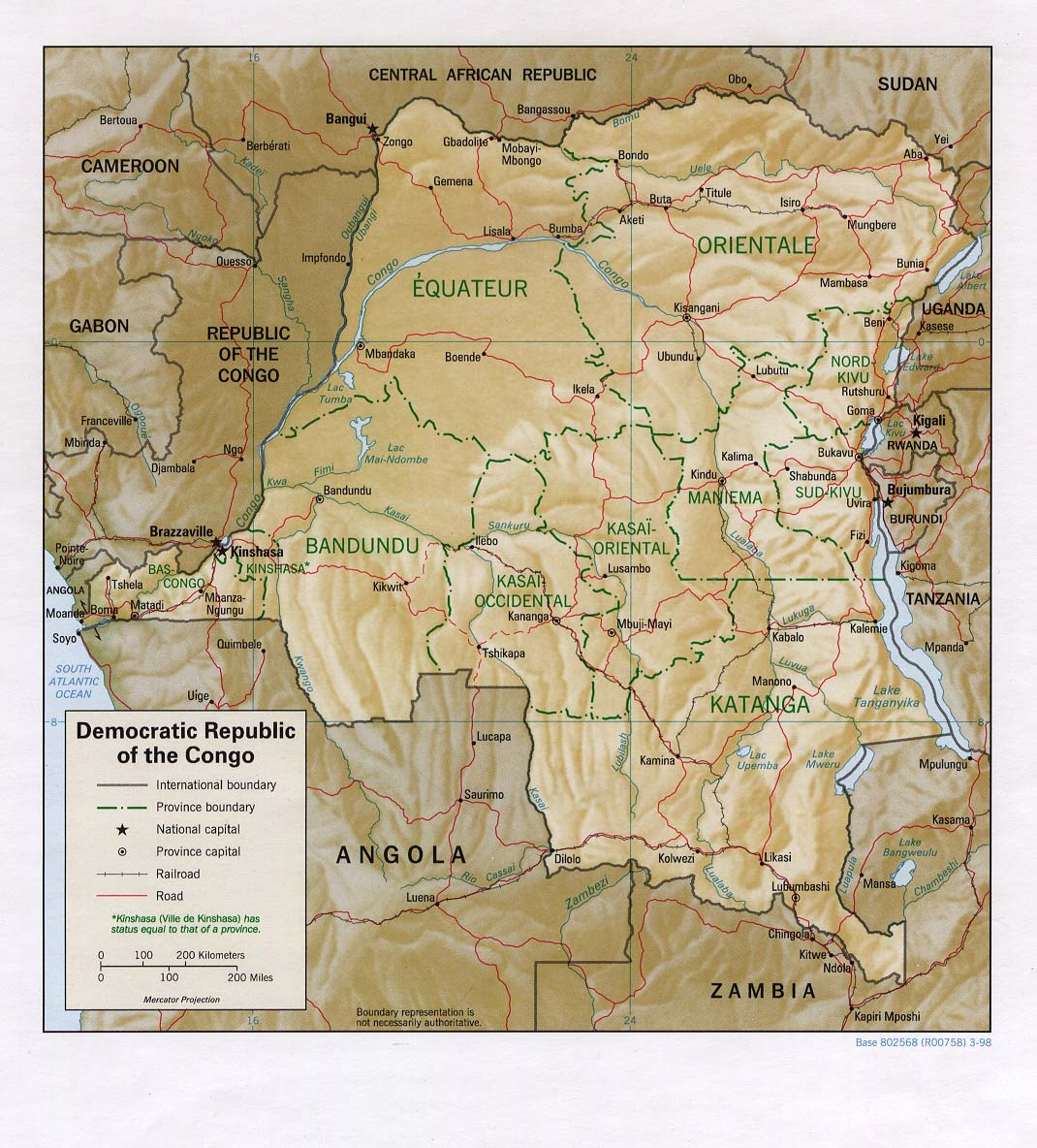
Карта Демократичної Республіки Конго

Луеш — найбільше у світі родовище оксиду ніобію (запаси 400 тис. т, вміст в руді 0,5-1,34 %). Знаходиться в провінції Ківу Демократичної Республіки Конго (Конго-Кіншаса).